# Kherson
Kherson (ucraïnès: Херсон [xerˈson], rus: Херсон[ˈxʲɪrson]) és una ciutat del sud d'Ucraïna. És el centre administratiu de l'óblast de Kherson, i és a més un raion separat dins de l'óblast. Kherson és un port important a la mar Negra i al Dniéper, i la seu d'importants drassanes. La ciutat va estar sota control rus del 2 de març de 2022 a l'11 de novembre de 2022.

## Història
Fins a 1774, la regió va pertànyer al Kanat de Crimea. Kherson va ser fundada el 1778 per Grigorii Aleksàndrovitx Potiomkin, seguint ordres de Caterina la Gran. La ciutat va ser construïda sota la supervisió del general Ivan Gannibal en el lloc on hi havia una petita fortalesa anomenada Aleksandersxanz. El mot Kherson és una contracció de Quersonès, una colònia grega antiga fundada fa aproximadament 2500 anys en la part sud-oest de Crimea. Un dels primers edificis al Fort de Kherson va ser l'Església de Santa Caterina on Potiomkin va ser finalment enterrat. L'últim tarpan va ser capturat prop de Kherson en 1866.
La ciutat fou l'escenari d'una batalla durant els primers dies de la invasió russa d'Ucraïna el 2022. Finalment, la ciutat caigué sota control de l'exèrcit rus el 2 de març de 2022 i fou alliberada per les forces armades ucraïneses l'11 de novembre de 2022.

## Demografia
Segons els cens nacional ucraïnès del 2001, els grups ètnics que viuen dins de Kherson són:
- Ucraïnesos - 76,6%
- Russos - 20,0%
- Altres - 3,4%

### Població
| Any  | Població |
| ---- | -------- |
| 1790 | 24,000   |
| 1926 | 58,000   |
| 1939 | 97,000   |
| 1959 | 158,000  |
| 1981 | 361,000  |
| 2004 | 354,000  |
| 2007 | 329.000  |

## Divisions Administratives
Hi ha tres raions de ciutat. Dos d'ells encara duen la marca d'una ciutat colonial de Rússia.
- Raion de Dnipro, anomenat així pel riu Dniéper.
- Raion de Komsomol, anomenat així per l'organització juvenil comunista Komsomol.
- Raion de Suvorov, anomenat així pel general rus Aleksandr Suvórov.

## Educació
- Universitat agrària estatal de Kherson
- Universitat estatal de Kherson
- Universitat tècnica nacional de Kherson
- Universitat Internacional de Dret i Negocis

## Llocs destacats

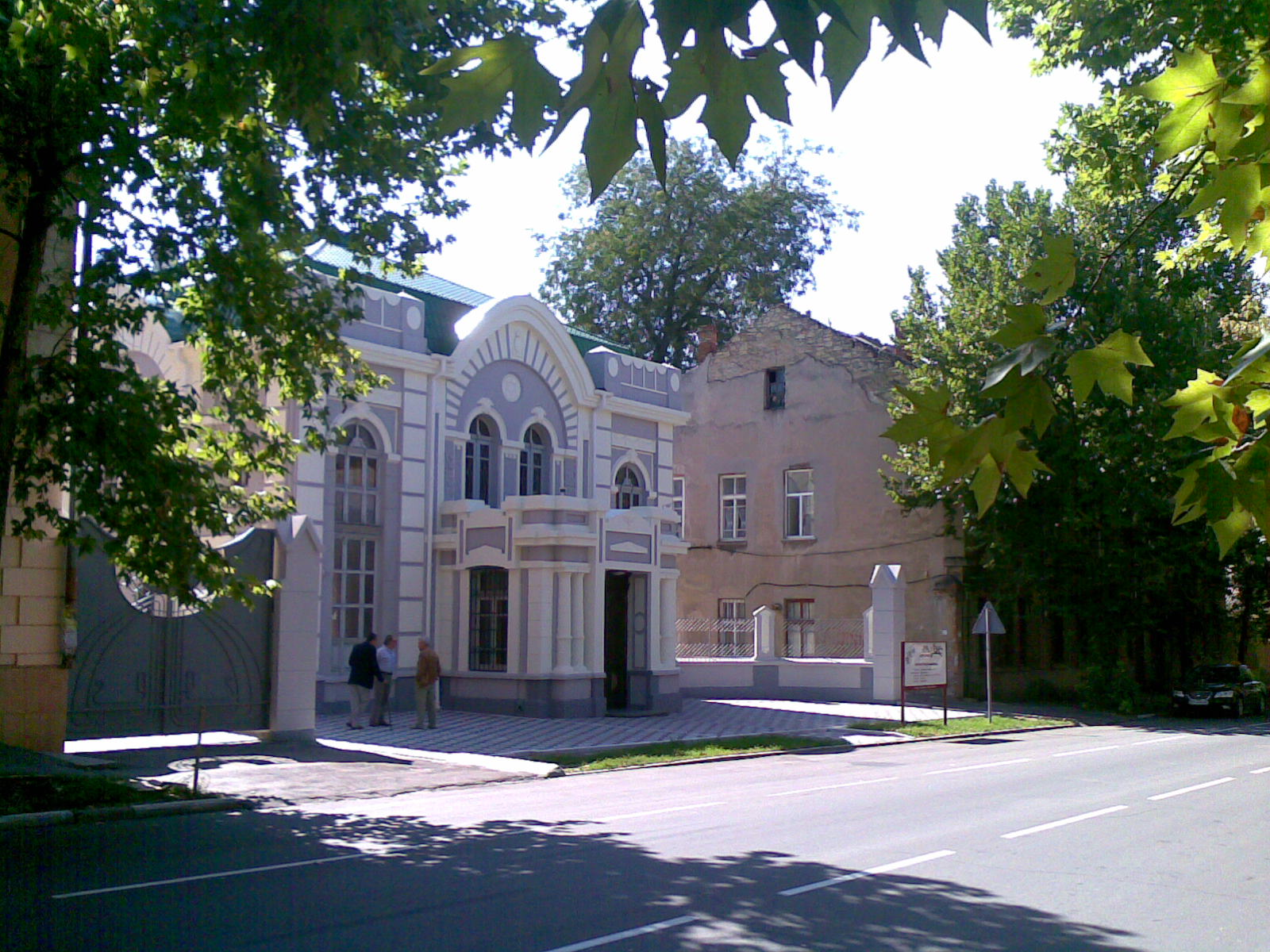
Sinagoga de Kherson

- L'Església de Santa Caterina, que va ser construïda pels volts de 1780, seguint suposadament els dissenys d'Ivan Starov, i conté la tomba del Potiomkin.
- Torre de televisió de Kherson.
- Far d'Adziogol, estructura hiperboloide dissenyat per Vladímir Xúkhov, 1911
- Aeroport internacional de Kherson

## Persones il·lustres
- Georgui Arbàtov (1923–2010), científic i polític.[4]
- Serguei Bondartxuk, soviètic, nascut ucraïnès. Director cinematogràfic, guionista, i actor.
- Abram Petróvitx Gannibal, fundador de la ciutat
- Iefim Golixev (1897-1970) Pintor i compositor associat amb el moviment dadaista a Berlín.
- Nikolai Grinko, actor cinematogràfic ucraïnès de l'era soviètica
- John Howard (mort a Kherson el 1790)
- Mircea Ionescu-Quintus, polític romanès, escriptor i jurista
- Ievgueni Kutxerevski, entrenador de futbol ucraïnès del Dniprò Dnipropetrovsk (mort el 2006)
- Larissa Latínina, gimnasta soviètica que fou la primera atleta femenina en guanyar nou medalles d'or olímpiques
- Tatiana Lissenko, gimnasta soviètica i ucraïnesa que guanyà la medalla d'or a la barra d'equilibri als jocs olímpics de Barcelona.
- Grigori Aleksàndrovitx Potiomkin, fundador de la ciutat
- Salomon Rosenblum, més tard conegut com a lloctinent Sidney Reilly, un agent secret, aventurer internacional i playboy que durant un temps va estar contractat pel servei secret britànic. Se suposa que va ser la inspiració real per al caràcter de l'espia de ficció James Bond
- Moshe Sharett, segon Primer Ministre d'Israel (1953-1955)
- Serguei Staníxev, ex-primer ministre de Bulgària
- Aleksandr Suvórov, fundador de la ciutat
- Lev Trotski, revolucionari bolxevic i teòric marxista.
- Mikhaïl Iemtsev, escriptor de ciència-ficció.
- Féliks Blumenfeld, pianista, director d'orquestra i compositor (1863-1931).
- Irina Txeluixkina, (n. 1961), Gran Mestre Femenina d'escacs
- Samuïl Maikapar (1867-1938) pianista i compositor musical.

## Ciutats agermanades
- Rzeszów, Polònia
- Zalaegerszeg, Hongria
- Xumen, Bulgària
- Kent, Washington, Estats Units
- Zonguldak, Turquia
- Oslo, Noruega